# منشورات المتوسط
منشورات المتوسط هي دار نشر عربية تأسست عام 2015م في مدينة ميلانو في إيطاليا، أصدرت الدار العديد من المنشورات الأدبية والكتب والروايات العربية، كما شاركت في العديد من معارض الكتاب المحلية والدولية. وحصلت على جائزة أفضل ناشر عربي في معرض القاهرة الدولي للكتاب 2024م.

## تاريخ الدار
منشورات المتوسط تم تأسيسها رسمياً في ملانو في إيطاليا عام 2015 بواسطة الشاعر الفلسطيني خالد سليمان الناصري، وتخدم القضايا الأدبية والسياسية والسير والمذكرات والفكر القومي. تضم منشورات المتوسط شبكة توزيع ووكلاء في عدة دول.

## مجالات الدار
تتنوع إصدارات الدار وتغطي موضوعات مختلفة على رأسها التاريخ، وقد أصدرت الدار أعمال متنوعة في مجالات مختلفة منها:
- الدراسات النقدية
- المجموعات القصصية
- الروايات.
- المقالات والخواطر

## مساهمات ثقافية
تنشر المتوسط للعديد من الكتاب والأدباء العرب مثل: إبراهيم عبد المجيد، طارق إمام والتي وصلت روايته الصادرة من منشورات المتوسط «ماكيت القاهرة» للقائمة القصيرة في الجائزة العالمية للرواية العربية لعام 2022، أحمد عبد اللطيف، كريم كطافة، دنى غالي، سامر أبو هواش، كمال الرياحي. كما تنشر منشورات المتوسط ترجمات بعض الكتب من كل اللغات العالمية.

## وصلات خارجية
- منشورات المتوسط